# Brian Downey (drummer)
Brian Michael Downey (Dublin, 27 januari 1951) is een Ierse drummer, het best bekend als drummer en mede-oprichter van de rockband Thin Lizzy. Samen met Phil Lynott was Downey het enige constante lid van deze hardrockgroep tot de opsplitsing in 1983. Downey is ook co-auteur van enkele Thin Lizzy-nummers, zoals Whiskey in the jar, Broken dreams en The rocker. Allmusic criticus Eduardo Rivadavia heeft betoogd dat Downey "zeker een van de meest onderschatte [rockdrummers] van zijn generatie is".

## Carrière

### Jeugd
Brian Downey groeide op in de wijk Crumlin in Dublin. Van jongs af aan werd Brian omringd met muziek. Zijn vader speelde doedelzak in een lokale ‘pipe band’ en hield van jazz en van The Kinks, The Beatles en The Rolling Stones. Die muzikale invloeden werden bepalend voor zijn persoonlijke ontwikkeling.
Voordat Downey met zijn schoolvriend en basgitarist Phil Lynott de band Thin Lizzy oprichtte, had Downey al in verschillende schoolbands gezeten, zoals in The Liffey Beats, Mod Con Cave Dwellers en kort The Black Eagles (ook samen met Lynott). Terwijl hij nog zijn laatste optredens had met een andere lokale band, Sugar Shack, liet hij zich door Lynott overhalen om samen te gaan werken in Orphanage.

### Thin Lizzy
In december 1969 zagen showbandgitarist Eric Bell en organist Eric Wrixon hen optreden in de Countdown Club in Dublin. Eric Bell was erg onder de indruk van de drumpartijen van Brian Downey. Na een gesprek in de pauze vormde dit viertal een nieuwe band, die Bell Thin Lizzy noemde, naar de robot Tin Lizzie uit de strip The Dandy. Wrixon gaf er al snel de brui aan. In de loop van de jaren veranderde de bezetting van de band regelmatig, maar Downey en Lynott bleven dertien jaar lang de vaste leden van de band. Brian Downey drumde ook op de solo-albums van Lynott.

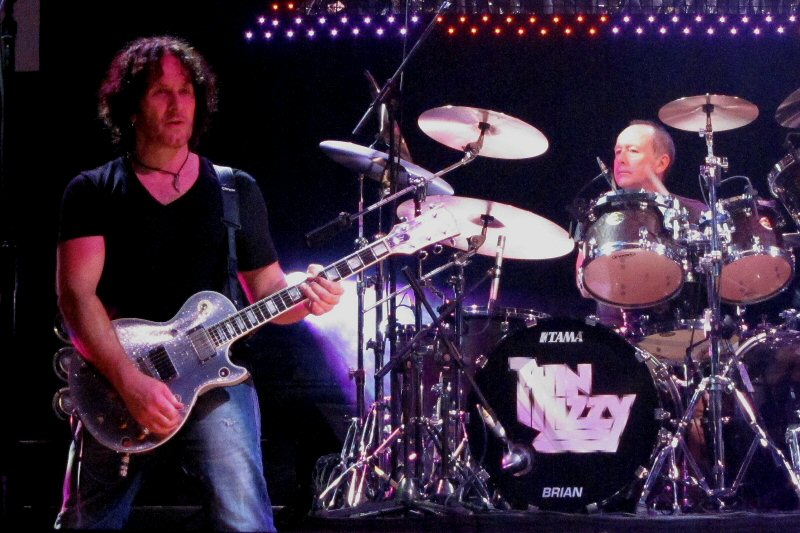
Vivian Campbell en Brian Downey in 2011 (foto: Alan MacKellaig)

Na het overlijden van Phil Lynott in januari 1986 speelde Downey in de tribute Thin Lizzy-line-up met John Sykes, Scott Gorham, Darren Wharton en Marco Mendoza. Maar hij bedankte voor de daaropvolgende Thin Lizzy-tourbands. Na het vertrek van John Sykes uit de groep in 2009, formeerde gitarist Scott Gorham nog een nieuwe line-up van Thin Lizzy. Downey, Mendoza en Wharton sloten zich daarbij aan, samen met twee nieuwe leden: Def Leppard-gitarist Vivian Campbell en voormalig zanger van The Almigthy, Rick Warwick. Deze versie van Thin Lizzy begon in januari 2010 aan een uitgebreide wereldtournee en bleef toeren tot begin 2013.
Eerder had Gorham gezegd dat de band overwoog om nieuw materiaal op te nemen. Brian Downey koos er echter voor om daarbij niet mee te spelen, toen het - onder de naam Black Star Riders - eenmaal zover kwam. Hij zag op tegen de druk van constant toeren.

### Moore
Downey was in 2005 te gast bij de onthulling van het standbeeld van Phil Lynott in Harry street in Dublin. Hij drumde tijdens het daaraan verbonden tribute-concert met Gary Moore. Downey verscheen ook op Moore’s album Close As You Get (2007) en de daaropvolgende tournee.

### Solo
Begin 2017 heeft Downey een nieuwe band opgericht, Brian Downey's Alive and Dangerous. Deze band bestaat uit Downey zelf, bassist/leadzanger Matt Wilson, gitarist/zanger Brian Grace en gitarist /zanger Phil Edgar. Ze toeren door Europa en spelen voornamelijk Thin Lizzy-nummers.

## Discografie

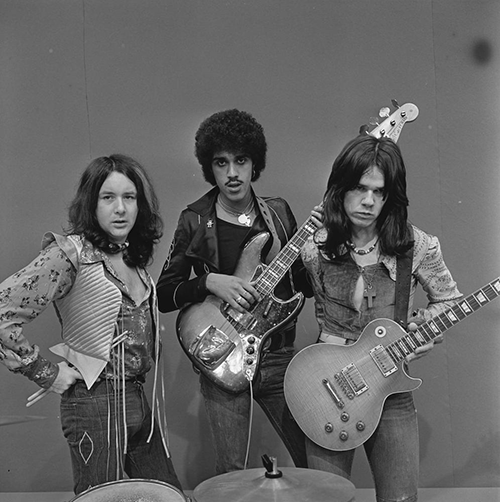
Thin Lizzy in TopPop 1974
vlnr. Brian Downey, Phil Lynott en Gary Moore (foto: AVRO)

### Met Thin Lizzy
- Thin Lizzy (1971)
- Shades of a Blue Orphanage (1972)
- Vagabonds of the Western World (1973)
- Nightlife (1974)
- Fighting (1975)
- Jailbreak (1976)
- Johnny the Fox (1976)
- Bad Reputation (1977)
- Live and Dangerous (1978)
- Black Rose: A Rock Legend (1979)
- Chinatown (1980)
- Renegade (1981)
- Thunder and Lightning (1983)
- Life (1983)

### Andere albums

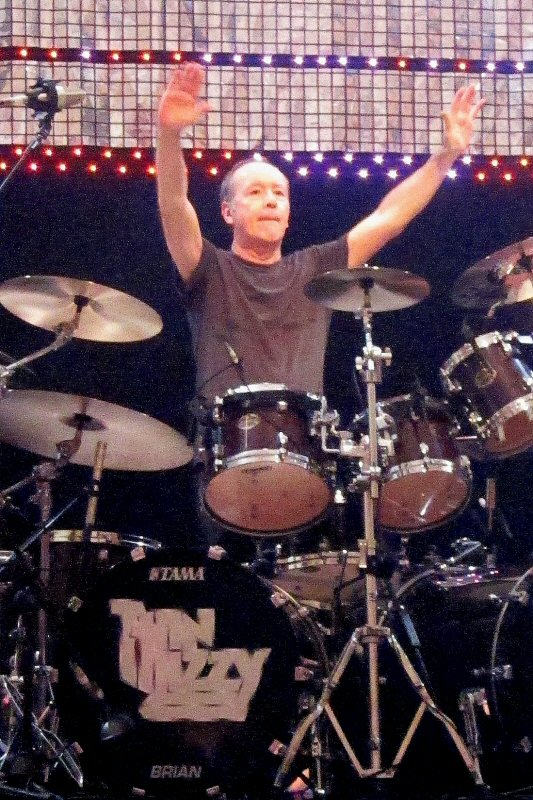
Brian Downey in Aberdeen Music Hall in 2011 (foto: Jim Williams

- Funky Junction - A Tribute to Deep Purple (1973)
- Gary Moore - Back on the Streets (1978)
- Phil Lynott - Solo in Soho (1980)
- Phil Lynott - The Philip Lynott Album (1982)
- John Sykes - Please Do not Leave Me (1982)
- Diverse artiesten - Straight to Hell (1987)
- The Baby Snakes - Sweet Hunger (1988)
- Don Baker - Almost Illegal (1989)
- Gary Moore - After the War (1989)
- Gary Moore - Still Got the Blues (1990)
- Spirit Nation - Spirit Nation (1992)
- Blues-up front - All the way from Dublin (1999)
- Gary Moore - Close as You Get (2007)